# Tribu reconeguda estatalment

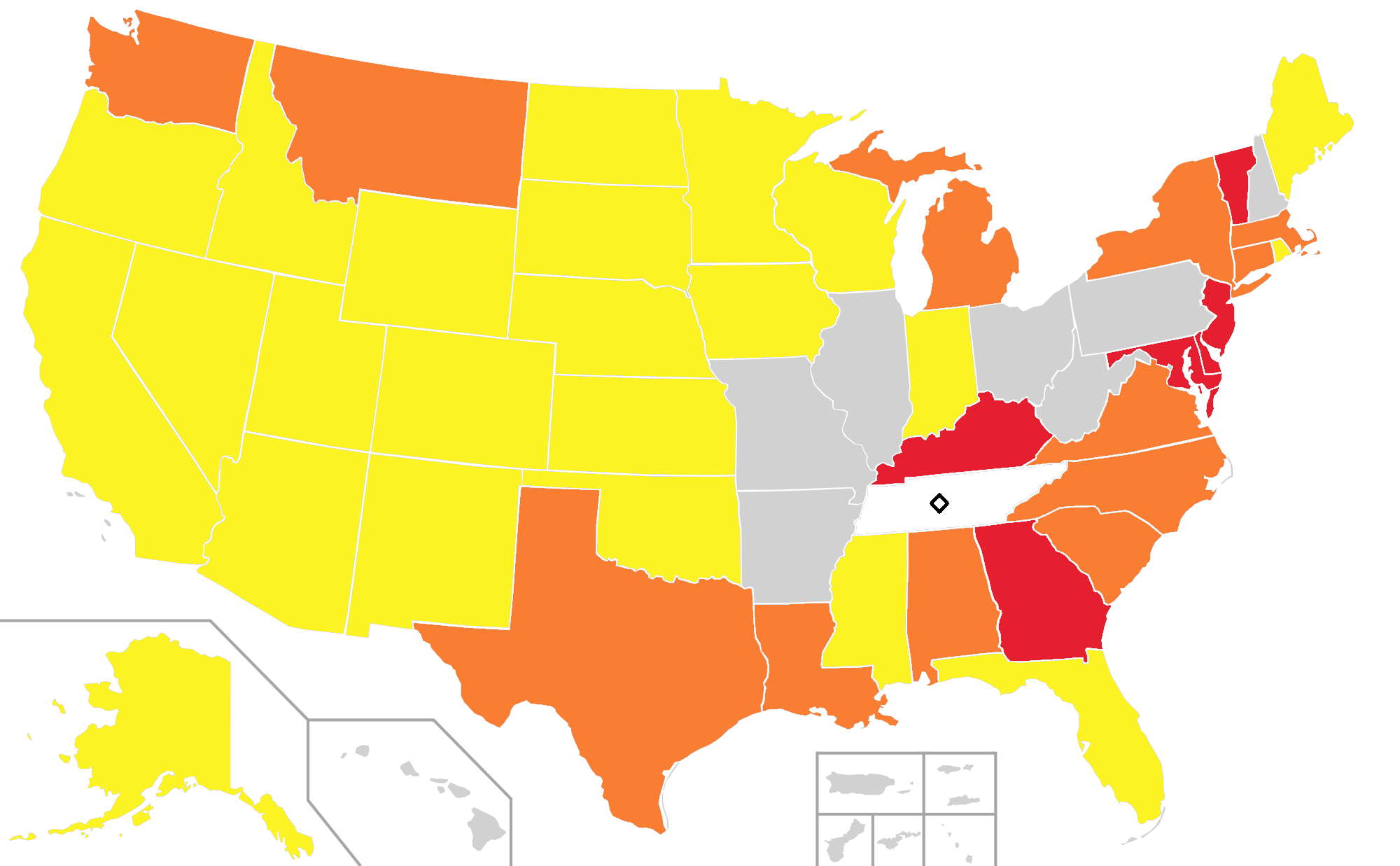
Groc - estats amb les entitats tribals federalment reconegudes; Roig - estats on l'estat reconeix les entitats tribals; Taronja - Estats amb reconeixement tribal tant federal com estatal; Blanc - l'estatut de reconeixement tribal a Tennessee és incert

Tribu reconeguda estalment és la tribu d'amerindis dels Estats Units i grups patrimonials que han estat reconeguts per estats individuals amb finalitats internes del govern. El reconeixement de l'Estat confereix beneficis limitats sota la llei federal i no és el mateix que el reconeixement federal, que és el reconeixement d'una tribu com a nació sobirana pel govern federal. No obstant això, en alguns estats, el reconeixement de l'Estat ha ofert algun tipus de protecció a l'autonomia de les tribus no reconegudes pel govern federal. Per exemple, a Connecticut, la llei estatal protegeix les reserves i ofereix drets d'autogovern limitat a les tribus reconegudes per l'Estat.

## Descripció
La Constitució dels Estats Units, segons interpretació del Tribunal Suprem, dona la màxima autoritat pel que fa als assumptes que afecten a les tribus indígenes al Congrés dels Estats Units. No obstant això, uns 20 estats han reconegut tribus natives nord-americanes fora dels processos federals. En general, la legislatura estatal o els organismes estatals involucrats en els assumptes culturals americans o nadius fan el reconeixement formal Tres estats han desenvolupat processos formals mitjançant els quals els grups de nadius americans poden ser reconeguts per l'estat, però que encara no n'han reconegut cap grup.
En llenguatge jurídic, una tribu ameríndia és un grup de nadius americans amb autoritat d'autogovern. De les tribus reconegudes pels estats que reconeixen tribus, algunes tribus han sol·licitat i se'ls ha negat el reconeixement federal.
Sota la Indian Arts and Crafts Act of 1990 dels Estats Units els membres de les tribus reconegudes estatalment estan autoritzades a exhibir artistes identificats com a nadius americans, igual que els membres de les tribus reconegudes federalment.

## Llista de tribus reconegudes estatalment
La següent és una llista de les tribus reconegudes per diversos estats, però no per la Bureau of Indian Affairs. S'ha assenyalat les tribus que se'ls ha negat el reconeixement federal; moltes continuen treballant per obtenir aquest reconeixement

### Alabama
- Cher-O-Creek Intertribal Indians[4][5][6][7][8][9]
- Cherokees del sud-est d'Alabama.[4][5][10][11][12][13][14][15] Carta d'Intent de Petició 05/27/1988;[16] carta certificada retornada marcat "deceased" 11/5/1997.
- Tribu Cherokee del nord-est d'Alabama (abans Cherokees del comtat de Jackson, Alabama)[6][7][8][9][11][12][13][14][15][17] Carta d'Intent de Petició 09/23/1981;[16] carta certificada retornada "not known" 11/19/1997.[10][11]
- Tribu Echota Cherokee d'Alabama[4][5][6][7][8][9][11][12][13][14][15][17]
- Tribu índia Creek MaChis Lower Alabama[6] Carta d'Intent de Petició 06/27/1983. Refusat el reconeixement 08/18/1988 52 FR 34319,[4][5][7][9][10][11][12] Reconeixement federak denegat[13][14][15][16][18]
- Banda MOWA d'indis choctaw[6] Carta d'Intent de Petició 05/27/1983. Determinació final de rebuig de reconeixement publicada 12/24/1997 62FR247:67398-67400; peticionari reclama reconsideració de la BIA 3/23/1998,[4][5][7][9][10][11][12] reconeixement federal denegat;[14][18] decisió efectiva 11/26/1999.[15][16]
- Tribu Piqua Shawnee[4][5][6][7][9][14]
- Clan Estrella de la tribu muskogee creek del comtat de Pike[6][7][9][11][12][13] (a.k.a. Clan Estrella Yufala dels creek Lower Muscogee)[14][15]
- United Cherokee Ani-Yun-Wiya Nation[4][5][6][7][8][9][11][12][13][14] (abans United Cherokee Intertribal). Letter of Intent to Petition 11/08/2001.[16]

### Califòrnia
Califòrnia no té una política formal pel que fa al reconeixement de tribus per l'Estat. Algunes tribus han trobat els legisladors afins per patrocinar Assembly Joint Resolutions per instar el president a reconèixer la seva condició de tribus. No hi ha beneficis associats de tal reconeixement.

### Connecticut
- Nació Tribal Pequot Oriental de Connecticut. Reconeguda pel Secretari d'Interior en 2002; reconeixement revocat en 2005; Nació Tribal Pequot Oriental va sorgir de la fusió de dues nacions—Paucatuck Eastern Pequot Indians de Connecticut i Eastern Pequot Indians of Connecticut.[4][5][9][13][15]
- Nació índia Golden Hill Paugussett. Carta d'intent de petició 04/13/1982; refusat el reconeixement 9/26/1996; petició de reconsideració a l'IBIA 12/26/1996; decisió afirmativa de l'IBIA subjecta al procediment suplementari 6/10/1998; decisió afirmada per l'IBIA 9/8/1998 amb cinc qüestions de procediment remesos a la Secretaria; determinació final reconsiderada emesa 5/24/1999; Proposta trobada 01/29/2003 (68 FR 4507); refús de reconeixement 6/21/2004 (69 FR 34388); determinació final reconsiderada de no reconèixer esdevé ferma i efectiva 3/18/2005.[9][10][11][12][15][16][19]
- Indis Pequot Orientals Paucatuck de Connecticut. Carta d'intent de petició 06/20/1989.[9][10][11][12][16] determinació final reconsiderada de no reconèixer esdevé ferma i efectiva 10/14/2005 70 FR 60099.[15][16]
- Bandes Scaticook[11][12]
  - Tribu Schaghticoke. Carta d'intent de petició 9/27/2001.[16]
- Tribu índia Schaghticoke (abans Nació tribal Schaghticoke). Carta d'intent de petició 12/14/1981; Refús de reconeixement en 2002; determinació final reconsiderada de no reconèixer esdevé ferma i efectiva 10/14/2005 70 FR 60101.[4][5][9][10][11][12][13][15][16]

### Delaware
- Tribu índia Lenape de Delaware[5]
- Associació índia Nanticoke Carta d'intent de petició 08/08/1978; petició sol·licitada posada en espera 3/25/1989,[9][10][11][12] d'aplicabilitat limitada[13][15][20]

### Florida
En 1988 el Consell del governador de Florida per Afers Indis va adoptar una política que recomanava l'Estat d'abstenir-se de reconèixer qualsevol grup que no tingués el reconeixement federal. Si el govern estatal volia procedir amb el reconeixement, es recomanava: 
- "Una acció de l'Estat podria (1) crear una relació de govern a govern entre l'estat i la tribu,
- (2) establir una representació explícita de la interpretació de l'estat de "reconeixement"
- (3) es limitaria només als grups de descendents de seminola, miccosukee, creek, o una tribu situada a Florida abans de 30 de maig de 1830 [data d'aprovació de la Llei de Remoció dels Indis dels EUA], i
- (4) complir amb els criteris federals per al reconeixement."[21]

Fins ara, la Florida no ha reconegut cap tribu.

### Geòrgia
En 2007 el legislatiu de l'estat va reconèixer formalment com a tribus ameríndies les següents:
- Consell Tribal Cherokee de Geòrgia (a.k.a. Indis Cherokee de Geòrgia, Inc.)[8][13][23] Carta d'intent de petició 08/08/1977.[10][11][12][15][16]
- Georgia Tribe of Eastern Cherokees, Inc.[13][23] (I). Carta d'intent de petició 01/09/1979;[16] última submissió febrer 2002; llesta per la vista del reconeixement.[11][12][15]

Existeixen tribus no reconegudes amb el mateix nom de Georgia Tribe of Eastern Cherokees, Inc. (II) i (III).
- Lower Muskogee Creek Tribe East of the Mississippi, Inc.[13][23] Carta d'intent de petició 02/02/1972; Refús de reconeixement 12/21/1981 (46 FR 51652).[10][11][12][16] Denegat reconeixement federal[15][24]

### Kentucky
- Nació Cherokee Meridional de Kentucky Mentre que l'estat no té criteris formals, ha reconegut la nació cherokee meridional de Kentucky com a tribu índia per mitjà de la proclamació dels governadors John Y. Brown en 1893 i Ernie Fletcher en 20 de novembre de 2006. La tribu té la seu a Henderson (Kentucky).[17][25][26][27][28][29] Carta d'intent de petició 09/13/2006.[16]
- Ridgetop Shawnee Mentre que l'estat no té criteris formals, l'Assemblea Estatal ha reconegut els Ridgetop Shawnee Tribe of Indians per via oral en HJR-15 en 2009 i HJR-16 2010. Aquesta tribu té la seu a Harlan (Kentucky).[25][26][27]

### Louisiana
- Adais Caddo Indians, Inc.[13][15] Reconeguda per l'estat de Louisiana en 1993.[30] Carta d'intent de petició 09/13/1993.[9][10][11][12][16]
- Confederació Biloxi-Chitimacha de Muskogee.[9][13] Separats de Nació Unida Houma, Inc. Carta d'intent de petició 10/24/1995.[10][16] Reconeguda per l'estat de Louisiana en 2005.[30]
  - Bayou LaFourche Band
  - Grand Caillou/Dulac Band
  - Isle de Jean Charles Band
- Tribu choctaw-apatxe d'Ebarb, Inc.[13] Reconeguda per l'estat de Louisiana in 1978.[30] Carta d'intent de petició 07/02/1978.[9][10][11][12][15][16]
- Indis Clifton-Choctaw (a.k.a. Clifton Choctaw Reservation Inc.)[13] Reconeguda per l'estat de Louisiana en 1978.[30] Carta d'intent de petició 03/22/1978.[9][10][11][12][15][16]
- Tribu Four Winds, Confederació Cherokee Louisiana[31] Reconeguda per l'estat de Louisiana en 1997.[4][5][9][15][30]
- Tribu Pointe-au-Chien. Separats de la Nació Unida Houma, Inc.. Carta d'intent de petició 7/22/1996.[4][5][10][16] Reconeguda per l'estat de Louisiana en 2004.[30]
- Nació Unida Houma[13] Reconeguda per l'estat de Louisiana in 1972.[30] Carta d'intent de petició 07/10/1979; Proposta finalitzada 12/22/1994, 59 FR 6618.[4][5][9][10][11][12][16] Denegació reconeixement federal[15][24]

### Maryland
El 9 de gener de 2012 l'estat va reconèixer dos grups piscataway com a tribus reconegudes per l'estat mitjançant ordre de l'executiu.
- Tribu Piscataway Conoy[5][33]
  - Confederació Piscataway Conoy i Sub-Tribus
  - Banda Cedarville d'indis Piscataway
- Nació índia Piscatway[5][33]

### Massachusetts
- Tribu Chappquiddick de la Nació Índia Wampanog[34] Carta d'Intent de Petició 05/21/2007.[16]
- Banda Chaubunagungamaug de la Nació Nipmuck, Webster/Dudley. Carta d'Intent de Petició 04/22/1980 com a part de la Nació Nipmuc; carta separada d'intent 5/31/1996; proposta en progrés.[10][11][12][13] Va refusar el reconeixement 6/25/2004, 69 FR 35664; petició de reconsideració davant la IBIA (not yet effective)[16][34]
- Herring Pond Wampanoag Tribe[34]
- Nació Nipmuc (Hassanamisco Band) Carta d'Intent de Petició 04/22/1980; antigament part de la Nació Nipmuc (separat 22 de maig de 1996); proposta en progrés.[9][10][11][12][13] Va refusar el reconeixement 6/25/2004, 69 FR 35667; petició de reconsideració davant la IBIA (ya no efectiva)[15][16][34]
- Tribu Wampanoag Pocasset[34]
- Tribu Wampanoag Seaconke[34]

En addició els Wampanoags no afiliats amb el Mashpee o Aquinnah i els membres tribals de les tribus de Maine [que abans estaven sota la jurisdicció de Massachusetts fins a la condició d'Estat en 1820] són representats per la Comissió Estatal d'Afers Indis.

### Michigan
- Banda Burt Lake d'indis Ottawa i Chippewa.[11][12][13][36] Carta d'Intent de Petició 09/12/1985; Va refusar el reconeixement 9/21/2006 (71 FR 57995).[16]
- Grand River Bands of Ottawa Indians[11][12][13][36] (abans Banda Grand River del Consell Ottawa). Carta d'Intent de Petició 10/16/1994.[16]
- Tribus Confederades Ottawa Swan Creek Black River.[11][12][13] Carta d'Intent de Petició 05/04/1993 per reconeixement federal independent.[16] Actualment reorganitzada únicament com a part de la Tribu índia Chippewa Saginaw de Michigan.

### Montana
- Tribu Little Shell d'indis Chippewa de Montana (Tribu Little Shell d'indis Chippewa),[25] Carta d'Intent de Petició 4/28/1978;[4][5][9][11][12][13] Proposta trobada 7/21/2000.[16]

### Nova Jersey
- Indis Nanticoke Lenni-Lenape.[4][5][9][11][12][13] Carta d'Intent de Petició 01/03/1992.[15][16]
- Nació Powhatan Renape.[9][11][13][17] Carta d'Intent de Petició 04/12/1996.[15][16]
- Nació índia Lenape Ramapough (Indis Ramapo Mountain, Nació Ramapough Lunaape[5]).[9][11][13][15] Carta d'Intent de Petició 08/14/1979. Refús de reconeixement 2/6/1996 (61 FR 4476); sol·licitud de reconsideració a l'IBIA; decisió afirmada 7/18/1997; Determinació final reconsiderada 1/7/1998 (63 FR 888); en litigi; 12/11/2001, La Cort d'Apel·lacions dels EUA va afirmar el Memoràndum d'Opinió i Ordre concedeix un judici sumari al Departament; la Cort Suprema dels EUA ho denegà 2002; Decisió efectiva 1/7/1998.[16]

Endemés, Nova Jersey reconeix els Indis Americans Inter-Tribals de Nova Jersey, una organització creada cerca de 1980 per aplegar les necessitats dels amerindis d'arreu del continent americà que viuen a Nova Jersey. L'organització procura activitats socials i suport als indis que viuen a Nova Jersey i es dedica a fer pedagogia pública sobre la cultura i la història ameríndia.

### Nou Mèxic
A Nou Mèxic, la Constitució de l'Estat autoritza l'Estat a reconèixer les tribus que no tinguin reconeixement federal.
- Genízaro— En 2007, els Genízaros van rebre el reconeixement legislatiu de l'estat de Nou Mèxic com a grup amerindi.[37] Tot i que els Memorials Legislatius de Nou Mèxic no tenen força de llei, les HM 40 i HM 59 reconèixen formalment la voluntat legislativa per reconèixer els geníssers com a grup indígena.[38] Aquest és un pas important per aconseguir el reconeixement estatal i federal dels indis Genízaro. Alguns estudiosos del dret amerindis han opinat que els memorials legislatius estatals i/o resolucions creen el reconeixement oficial estatal.[39] Dels 16 estats que han reconegut tribus per la seva pròpia autorita, cinc han reconegut les tribus mitjançant la promulgació de resolucions/memorials legislatius estatals, el que suggereix que aquest procés de reconeixement legislatiu és un mitjà apropiat per a la concessió formal del reconeixement estatal.[40]

### Nova York
- Tonawanda Band of Seneca.
- Tuscarora Nation
- Tribu Unkechague Poosepatuck[4] (Nació Unkechaug)[5][12][13][15]

### Carolina del Nord
- Consell Intertribal Coharie[41] Carta d'Intent de Petició 3/13/1981.[9][11][12][13][15][16]
- Tribu índia Haliwa-Saponi[41] Carta d'Intent de Petició 1/27/1979.[4][5][9][11][12][13][16] Notificada de "deficiències òbvies" en l'aplicació del reconeixement federal[15][42]
- Tribu Lumbee d'indis Cheraw Indians (Lumbee Regional Development Association Inc., Tribu Lumbee,[5] Tribu Lumbee de Carolina del Nord).[9][13][17][41] Carta d'Intent de Petició 01/07/1980; petició determinada inel·legible (SOL opinió de 10/23/1989).[4][11][12][13][15][16] En 2009 el Comitè d'Afers Indis del Senat va aprovar un projecte de llei que atorgaria el reconeixement federal.[43]
- Tribu índia Meherrin (I).[41] Carta d'Intent de Petició 8/2/1990.[9][11][12][13][15][16]

També hi ha una tribu no reconeguda amb el mateix nom, Tribu Índia Meherrin (II).
- Banda Occaneechi de la Nació Saponi.[9][13][41] Carta d'Intent de Petició 01/06/1995.[16]
- Tribu Sappony (abans coneguda com a Indis del Comtat de Person, Carolina del Nord).[11][12][13][15][41][42]
- Waccamaw Siouan Development Association[4] (Tribu Waccamaw Siouan[5])[41] Carta d'Intent de Petició 06/27/1983; determinat inelegible a petició (pinió de SOL 10/23/1989).[16] Carta d'Intent de Petició 10/16/1992;[9][11][12][13] determinat elegible a petició (SOL letter of 6/29/1995).[15][16]

### Ohio
Els Munsee Delaware Indian Nation-USA van rebre el reconeixement estatal el 20 de juny de 2013 pel governador d'Ohio John Kasick per decret governamental, i també per l'alcalde de Columbus (Ohio), ambdós senadors dels Estats Units, membres de la Cambra de Representants, Director d'Afers de les Minories, Estat d'Ohio, Director de la Societat Històrica d'Ohio, Franklinton Historical Society i altres funcionaris del govern. Tots commemorant i reafirmant el 200è aniversari del "Tractat d'Amistat", també conegut com la Conferència de Pau de Harrison-Tarhe (segon Tractat de Greenville de 1814) amb la tribu.
- United Remnant Band of the Shawnee Nation

### Carolina del Sud
La secció 1 31 40(A)(10) del Codi de Lleis de Carolina del Sud estableix que “La Comissió per a Afers de Minories de Carolina del Sud dictarà les regulacions que calguin en relació amb el reconeixement per l'Estat de les entitats ameríndies a l'Estat de Carolina del Sud. " Aquestes normes i reglaments seran aplicables a totes les entitats que busquen el reconeixement estatal com a: A) Tribu Nadiua Índia Americana ; B. Grup de Nadius Indis Americans; C. Organització Nativa Americana d'Interès Especial.
Tribus reconegudes per l'estat:
- Indis Beaver Creek. Carta d'Intent de Petició 01/26/1998.[16] Reconeguda com a tribu per l'estat en 2006.[48][49][50]
- Indis Edisto Natchez-Kusso (Four Holes Indian Organization), reconeguda com a tribu per l'estat en 2010.[12][13][48][50]
- Sumter Tribe of Cheraw Indians, reconeguda com a tribu per l'estat en 2012 (saraw).[12][13][48][50]
- Pee Dee Indian Nation of Upper South Carolina (pee dee). Carta d'Intent de Petició 12/14/2005.[16] reconeguda com a tribu per l'estat en 2005.[48][49][50]
- Pee Dee Indian Tribe of South Carolina, reconeguda com a tribu per l'estat en 2006.
- Organització Índia Santee (abans Comunitat índia White Oak). Carta d'Intent de Petició 06/04/1979.[16] Reconeguda com a tribu per l'estat en 2006.[12][13][48][49][50]
- Waccamaw Indian People (ètnia waccamaw), reconeguda com a tribu per l'estat en 2005.[13][48][49][50]
- Tribu Wassamasaw d'indis de Varnertown, Reconeguda com a tribu per l'estat en 2010.[12][13][48][50]

Grups tribals reconeguts per l'estat:
- Poble Indi Chaloklowa Chickasaw. Carta d'Intent de Petició 08/14/2002.[16] Recepció de petició 08/14/2002.[51] Grup tribal reconegut per l'estat en 2005.[48][49][50]
- Eastern Cherokee, Southern Iroquois & United Tribes of South Carolina, Inc. (a.k.a. Cherokee Indian Tribe of South Carolina or ECSIUT), Grup tribal reconegut per l'estat en 2005.[8][48][50]
- Tribu índia Natchez, Grup tribal reconegut per l'estat en 2007.[48][50]
- Nació índia Pee Dee de Beaver Creek. Carta d'Intent de Petició 6/16/1999.[16] Grup tribal reconegut per l'estat en 2007.[48][50]
- Piedmont American Indian Association of South Carolina (o Piedmont American Indian Association - Lower Eastern Cherokee Nation of South Carolina) Carta d'Intent de Petició 8/20/1998.[16] Grup tribal reconegut per l'estat en 2006.[48][49][50]

Organitzacions d'Interès Especial reconegudes per l'Estat
- Cambra de Comerç Ameríndia de Carolina del Sud, Organització d'Interès Especial reconeguda per l'estat en 2006.[48][50]
- Centre Cultural Amerindi Little Horse Creek, Organització d'Interès Especial reconeguda per l'estat en 2010.[48][50]

### Tennessee
La "Nació Cherokee Etowah" fou reconeguda "com a nació de gent" per Proclamació del Governador Ray Blanton el 25 de maig de 1978. El reconeixement del grup tribal va ser rebutjat en un dictamen jurídic de l'administració de 1991 per "absència d'autoritat legal" del governador per reconèixer certs nadius americans com "nació de gent".
El Codi de Tennessee autoritza al set membres de la Comissió d'Afers Indis de Tennessee de 1983 al 2000 i de 2003 al 2010, per "establir els procediments oportuns per al reconeixement legal per part de l'Estat de les tribus, nacions, grups, comunitats o individus no reconegudes actualment i per establir-ne el reconeixement oficial estatal per la comissió."
El 19 de juny de 2010, 11 dies abans del seu acabament, sis membres de la Comissió d'Afers Indis, quatre dels quals eren membres dels mateixos grups que busquen el reconeixement de la Comissió, van violar els seus procediments administratius, van adoptar una nova norma de procediment de reconeixement, i procediren a aprovar el reconeixement estatal dels sis grups. Tanmateix el fiscal general de Tennessee, com a advocat de la Comissió, determinà que la Comissió va cometre 6 violacions de Llei de Reunions Obertes, de la Llei de Registres Oberts i de la Llei de Procediments Administratius Uniformes, i va declarar el reconeixement de juny "nul i sense efecte" el 3 de setembre de 2010.

### Texas
- Tribu Lipan Apatxe de Texas[9][12][25] (Tribu Apatxe Lipan[5]) El 18 de març de 2009, la legislatura de l'Estat de Texas passà les resolucions HR 812 i SR 438 reconeixent la tribu Apatxe lipan de Texas.
- Texas Band of Yaqui Indians

### Vermont
El 3 de maig de 2006 la llei 1 V.S.A §§ 851–853 de Vermont reconeixia els abnakis com a nadius americans, no tribus o bandes. Tanmateix el 22 d'abril de 2011 el governador de Vermont Peter Shumlin signà decrets administratius reconeixent dues bandes abnakis.
- Tribu Elnu Abenaki;[5][57] reconeixement signat en estatut el 22 d'abril de 2011.
- Banda Nulhegan de la Nació Coosuk Abenaki;[5][9][15][25][57] reconeixement signat en estatut el 22 d'abril de 2011.

On maig 7, 2012 Governor Shumlim signed legislative bills officially recognizing two more Abenaki Bands: 
- Nació Traditional Koasek Abenaki del Koas (Koasek Abenaki Tribe[5])
- Nacions Abenaki Missisquoi St Francis Sokoki (Mississquoi Abenaki Tribe[5]). Les quatre tribus abenaki reconegudes estatalment també són conegudes com l'Aliança Abenaki.

### Virgínia
- Tribu índia Cheroenhaka (Nottoway). Carta d'Intent de Petició 12/30/2002.[16] Recepció de la petició 12/30/2002.[51] Reconeguda per l'estat en 2010; a Courtland, comtat de Southampton.[58]
- Tribu Chickahominy.[4][5][9][11][12][13][15][25] Carta d'Intent de Petició 03/19/1996.[16] Reconeguda per l'estat en 1983; al comtat de Charles City.[58] En 2009 el Comitè d'Afers Indis del Senat va aprovar un projecte de llei que atorgaria el reconeixement federal.[43]
- Indis Chickahominy, Divisió de l'Est (a.k.a. Tribu Índia Chickahominy Oriental).[9][11][12][13][15][17][25] Carta d'Intent de Petició 9/6/2001.[16] Reconeguda per l'estat en, 1983; al comtat de New Kent.[58] En 2009 el Comitè d'Afers Indis del Senat va aprovar un projecte de llei que atorgaria el reconeixement federal.[43]
- Tribu Mattaponi (a.k.a. Reserva índia Mattaponi).[9][13] Carta d'Intent de Petició 04/04/1995.[16] Reconeguda per l'estat en 1983; als marges del riu Mattaponi, comtat de King William.[58] Els Mattaponi i Pamunkey tenen reserves basades en els tractats de l'època colonial ratificada per la Commonwealth en 1658. L'advocat de la tribu Pamunkey li va dir al Congrés el 1991 que la reserva tribal de l'Estat es va originar en un tractat amb la corona al segle xvii i ha estat ocupat per Pamunkey des de llavors sota requisits estrictes i seguint l'obligació del tractat de proporcionar a la Corona un cérvol cada any, i que han fet des d'aleshores (substituint la corona pel governador de la Commonwealth quan Virgínia es va convertir en Commonwealth)[15][59]
- Nació índia Monacan (fabans Tribu índia Monacan de Virgínia).[4][5][9][11][12][13][15][17] Carta d'Intent de Petició 07/11/1995.[16] Reconeguda per l'estat en 1989; a Bear Mountain, comtat d'Amherst.[58] En 2009 el Comitè d'Afers Indis del Senat va aprovar un projecte de llei que atorgaria el reconeixement federal.[43]
- Associació índia tribal Nansemond,[9][11][12][13][15][17][25] Carta d'Intent de Petició 9/20/2001.[16] Reconeguda per l'estat en 1985; in Cities of Suffolk and Chesapeake.[58] En 2009 el Comitè d'Afers Indis del Senat va aprovar un projecte de llei que atorgaria el reconeixement federal.[43]
- Nottoway fr Virgínia (Tribu índia Nottoway,[5] reconeguda en 2010; a Capron, comtat de Southampton.[58]
- Nació Pamunkey,[9][11][12][13][15] reconeguda en 1983; als marges del riu Pamunkey, comtat de King William.[58]
- Indis Patawomeck de Virgínia reconeguda en 2010; al comtat de Stafford.[58]
- Tribu índia Rappahannock (I) (abans Tribu Unida Rappahannock).[9][11][12][13][15][25] Carta d'Intent de Petició 11/16/1979.[16] Reconeguda per l'estat en 1983; a Indian Neck, comtat de King & Queen.[58] En 2009 el Comitè d'Afers Indis del Senat va aprovar un projecte de llei que atorgaria el reconeixement federal.[43]

Comparteix el nom amb una tribu no reconeguda Tribu índia Rappahannock (II).
- Tribu índia Upper Mattaponi (abans Associació tribal índia Upper Mattaponi).[4][5][9][11][12][13][15] Carta d'Intent de Petició 11/26/1979.[16] Reconeguda per l'estat en 1983; al comtat de King William.[58] En 2009 el Comitè d'Afers Indis del Senat va aprovar un projecte de llei que atorgaria el reconeixement federal.[43]

### Washington
- Tribu índia Chinook d'Oregon i Washington, Inc. (Nació Chinook,[4] Tribu índia Chinook[5])[11][12][14][25] Carta d'Intent de Petició 07/23/1979; Refús de reconeixement 07/12/2003 (67 FR 46204).[16] També a Oregon.

## Enllaços i fonts externes
- Miller, Mark Edwin. Forgotten Tribes: Unrecognized Indians and the Federal Acknowledgment Process. Lincoln: University of Nebraska Press, 2004. Discusses the state recognition process, the experiences of several state recognized tribes(the United Houma Nation of Louisiana and the Tigua/Pueblo of Ysleta Del Sur and Alabama Coushatta Tribes of Texas, the latter two are presently federally-recognized), and the problems of non-federally acknowledged indigenous communities.
- Bates, Denise. The Other Movement: Indian Rights and Civil Rights in the Deep South. Tuscaloosa: University of Alabama Press, 2011. Details state recognition and the functioning of state Indian commissions in Alabama and Louisiana.
- Federalism and the State Recognition of Native American Tribes: A survey of State-Recognized Tribes and State Recognition Processes Across the United States Arxivat 2013-12-20 a Wayback Machine.
- BIA llista de peticionaris de reconeixement per l'estat el 22 de setembre de 2008 Arxivat 2010-11-11 a Wayback Machine.
- BIA status summary of petitions for recognition as of 15 febrer 2007 Arxivat 13 de maig 2008 a Wayback Machine.
- Testimony of Leon Jones, Principal Chief of the Eastern Band of Cherokee Indians, and Dan McCoy, Tribal Council Chairman, on the Indian Federal Recognition Administrative Procedures Act of 1999 Arxivat 2008-09-17 a Wayback Machine.
- Joint resolution of the Cherokee Nation and the Eastern Band of Cherokee Indians opposing fabricated Cherokee "tribes" and "Indians" (acknowledges the United Keetoowah Band of Cherokee Indians) Arxivat 2009-03-01 a Wayback Machine.